# Riekje Weber
Riekje Weber (* 28. Januar 1963 in Oldenburg (Oldenburg)) ist eine Hamburger Politikerin der Sozialdemokratischen Partei Deutschlands (SPD) und ehemaliges Mitglied der Hamburgischen Bürgerschaft.

## Leben und Beruf
Weber studierte Soziologie, Systematische Musikwissenschaft, Volkskunde und Psychologie an der Universität Hamburg. Sie schloss das Studium als Diplom-Soziologin ab. Das Thema ihrer Diplomarbeit im Jahr 1988 war „Narrative Interviews mit Tanzmusiksängerinnen“. Sie arbeitete während ihrer Zeit als Abgeordnete als Musikerin und an ihrer Dissertation. Sie war Geschäftsführerin bei der „Rock City Hamburg e. V.“
Heute arbeitet sie in der Kulturbehörde und ist verantwortlich für den Bereich „Projektmittel Musik“.

## Politik
Weber ist seit dem Jahr 1981 Mitglied der SPD.
Sie war Mitglied der Hamburgischen Bürgerschaft in der 14. Wahlperiode in den Jahren 1991 bis 1993. Dort saß sie für ihre Fraktion im Ausschuss für Wissenschaft und Forschung, im Ausschuss für die Gleichstellung der Frau sowie im Kulturausschuss.

## Veröffentlichungen
- Pop in Hamburg. Eine Untersuchung über Popularmusiker/innen, Hamburg, 1991